# David di Donatello 1971
La 16a edició dels premis David di Donatello, concedits per l'Acadèmia del Cinema Italià va tenir lloc el 29 de juny de 1971 a les Termes de Caracal·la a Roma. El premi consistia en una estatueta dissenyada per Bulgari.

## Guanyadors

### Millor pel·lícula
- Il conformista, de Bernardo Bertolucci (ex aequo)
- Il giardino dei Finzi-Contini, de Vittorio De Sica (ex aequo)
- Waterloo, de Serguei Bondartxuk (ex aequo)

### Millor director
- Luchino Visconti - Morte a Venezia

### Millor actriu
- Florinda Bolkan - Anonimo veneziano (ex aequo)
- Monica Vitti - Ninì Tirabusciò la donna che inventò la mossa (ex aequo)

### Millor actor
- Ugo Tognazzi - La Califfa

### Millor actriu estrangera
- Ali MacGraw - Love Story

### Millor actor estranger
- Ryan O'Neal - Love Story

### Millor productor estranger
- Anthony Havelock-Allan - La filla de Ryan (Ryan's Daughter)

### Millor director estranger
- Claude Lelouch – El trinxeraire (Le Voyou)

### David especial
- Enrico Maria Salerno, pel seu debut com a director a Anonimo veneziano
- Nino Manfredi, pel seu debut com a director a Per grazia ricevuta
- Lino Capolicchio, per la seva interpretació a Il giardino dei Finzi-Contini
- Mimsy Farmer, per la seva interpretació a La ruta de Salina
- Rai Produzione, per la producció de I Clowns
- Mario Cecchi Gori, pel conjunt de la seva producció